# Elytrimitatrix pseudovittata
Elytrimitatrix pseudovittata là một loài bọ cánh cứng trong họ Cerambycidae.